# Diócesis de Toledo en Ohio
La diócesis de Toledo en Ohio (en latín: Dioecesis Toletana in America y en inglés: Roman Catholic Diocese of Toledo) es una circunscripción eclesiástica de la Iglesia católica en Estados Unidos. Se trata de una diócesis latina, sufragánea de la arquidiócesis de Cincinnati, que tiene al obispo Daniel Edward Thomas como su ordinario desde el 26 de agosto de 2014.

## Territorio y organización

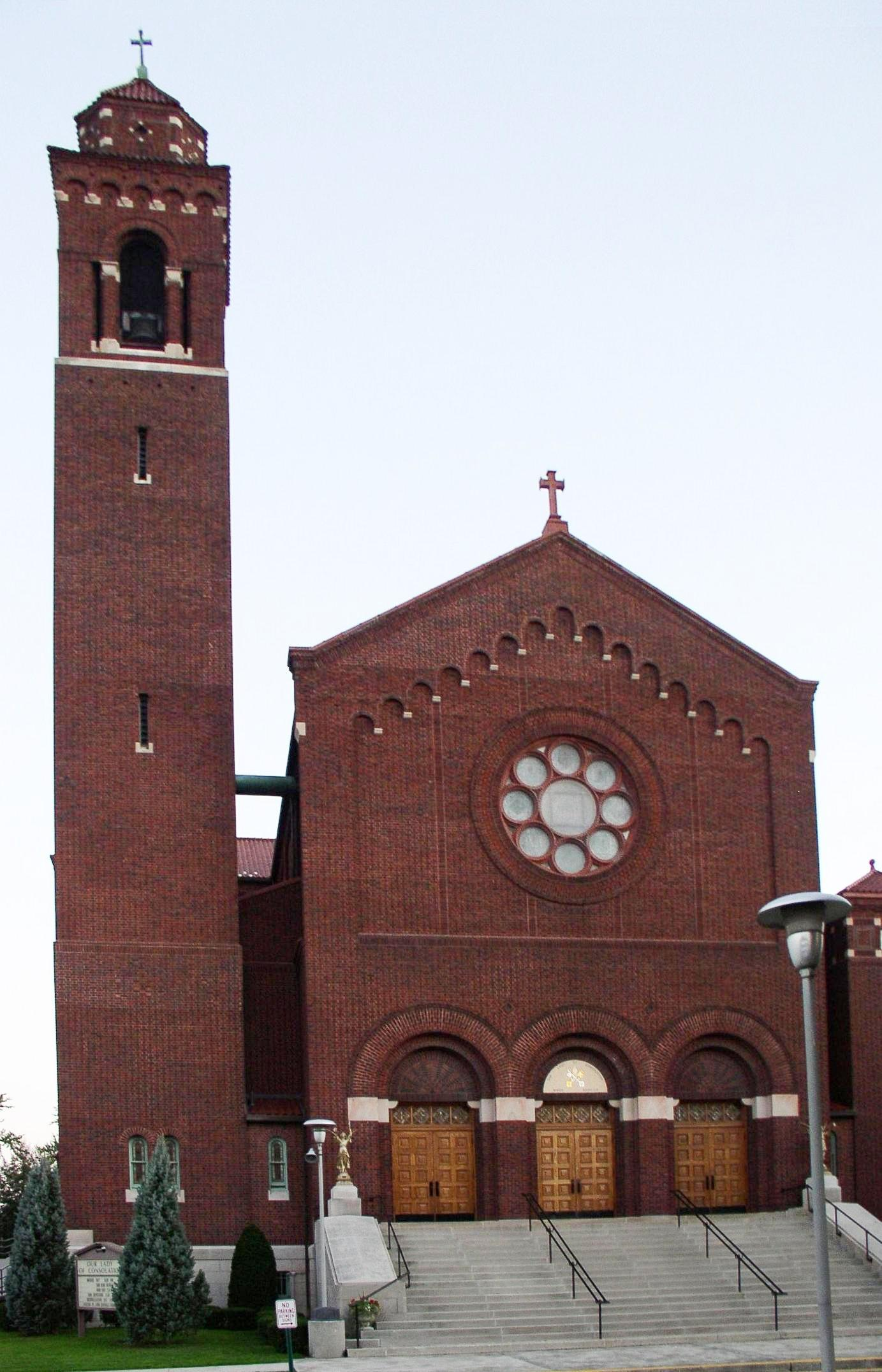
Basílica y Santuario Nacional de Nuestra Señora de la Consolación, en Carey

La diócesis tiene 21 295 km² y extiende su jurisdicción sobre los fieles católicos de rito latino residentes en 19 condados del estado de Ohio: Allen, Crawford, Defiance, Erie, Fulton, Hancock, Henry, Huron, Lucas, Ottawa, Paulding, Putnam, Richland, Sandusky, Seneca, Van Wert, Williams, Wood y Wyandot.
La sede de la diócesis se encuentra en la ciudad de Toledo, en donde se halla la Catedral de Nuestra Señora Reina del Rosario. En Carey se encuentra la basílica menor y santuario nacional de Nuestra Señora de la Consolación (Basilica and National Shrine of Our Lady of Consolation).
En 2020 en la diócesis existían 122 parroquias:

### Escudo de armas
El escudo de armas de la sede se basa en las de Toledo, España, con tiene una torre de plata sobre un fondo rojo y azul. Al cambiar el escudo a la mitad de azul (Dexter) y la mitad de rojo (siniestra) el escudo de armas es significativamente distinto al del original, y la diferencia está en la torre de plata, la combinación de rojo, blanco y azul, un nuevo escudo de armas distintivo del Toledo de América. La torre fue marcada con una cruz roja, para indicar que la nuevo Toledo fue creada para ser católica.

## Historia
La diócesis fue erigida el 15 de abril de 1910, obteniendo el territorio de la diócesis de Cleveland.
El 12 de junio de 1922 mediante el decreto Cum Reverendissimus amplió su territorio con los condados de Erie, Huron y Richland pertenecientes a la misma diócesis de Cleveland.

## Estadísticas
De acuerdo al Anuario Pontificio 2021 la diócesis tenía a fines de 2020 un total de 333 620 fieles bautizados.
| Año                                                                             | Población            | Población | Población      | Sacerdotes | Sacerdotes    | Sacerdotes    | Bautizados por sacerdote | Diáconos permanentes | Religiosos | Religiosos | Parroquias |
| Año                                                                             | Bautizados católicos | Total     | % de católicos | Total      | Clero secular | Clero regular | Bautizados por sacerdote | Diáconos permanentes | Varones    | Mujeres    | Parroquias |
| ------------------------------------------------------------------------------- | -------------------- | --------- | -------------- | ---------- | ------------- | ------------- | ------------------------ | -------------------- | ---------- | ---------- | ---------- |
| 1950                                                                            | 210 000              | 1 100 000 | 19.1           | 331        | 260           | 71            | 634                      |                      | 71         | 1454       | 155        |
| 1966                                                                            | 292 604              | 1 379 712 | 21.2           | 386        | 265           | 121           | 758                      |                      | 70         | 1431       | 161        |
| 1968                                                                            | 323 480              | 1 452 801 | 22.3           | 411        | 286           | 125           | 787                      |                      | 142        | 1859       | 144        |
| 1976                                                                            | 337 612              | 1 443 318 | 23.4           | 413        | 286           | 127           | 817                      | 32                   | 152        | 1735       | 165        |
| 1980                                                                            | 347 594              | 1 438 800 | 24.2           | 359        | 252           | 107           | 968                      | 88                   | 139        | 1270       | 166        |
| 1990                                                                            | 329 902              | 1 472 300 | 22.4           | 279        | 212           | 67            | 1182                     | 169                  | 77         | 1031       | 165        |
| 1999                                                                            | 322 938              | 1 402 733 | 23.0           | 266        | 213           | 53            | 1214                     | 207                  | 7          | 764        | 163        |
| 2000                                                                            | 336 089              | 1 478 532 | 22.7           | 277        | 219           | 58            | 1213                     | 198                  | 70         | 659        | 154        |
| 2001                                                                            | 325 974              | 1 478 532 | 22.0           | 258        | 205           | 53            | 1263                     | 203                  | 63         | 752        | 161        |
| 2002                                                                            | 315 788              | 1 489 769 | 21.2           | 265        | 210           | 55            | 1191                     | 238                  | 61         | 706        | 161        |
| 2003                                                                            | 313 189              | 1 489 769 | 21.0           | 253        | 198           | 55            | 1237                     | 195                  | 61         | 684        | 161        |
| 2004                                                                            | 298 069              | 1 489 769 | 20.0           | 252        | 198           | 54            | 1182                     | 191                  | 59         | 671        | 159        |
| 2010                                                                            | 321 516              | 1 461 436 | 22.0           | 220        | 183           | 37            | 1461                     | 187                  | 45         | 518        | 128        |
| 2014                                                                            | 329 000              | 1 513 000 | 21.7           | 199        | 168           | 31            | 1653                     | 189                  | 53         | 450        | 124        |
| 2017                                                                            | 328 502              | 1 447 263 | 22.7           | 192        | 148           | 44            | 1710                     | 166                  | 55         | 415        | 123        |
| 2020                                                                            | 333 620              | 1 463 300 | 22.8           | 190        | 144           | 46            | 1755                     | 171                  | 56         | 400        | 122        |
| Fuente: Catholic-Hierarchy, que a su vez toma los datos del Anuario Pontificio. |                      |           |                |            |               |               |                          |                      |            |            |            |

Existen en la diócesis 77 escuelas primarias con 17 149 estudiantes; 10 diocesanas y parroquiales secundarias con 3440 estudiantes; 4 escuelas privadas al servicio de 2771 estudiantes; 2 colegios.

### Escuelas elementales
| - All Saints Elementary, Rossford - Blessed Sacrament Elementary, Toledo - Christ the King Elementary, Toledo - Defiance Catholic, Defiance - Gesu, Toledo - Holy Trinity Elementary, Assumption - Holy Trinity Elementary, Bucyrus - Immaculate Conception Elementary, Bellevue - Immaculate Conception Elementary, Port Clinton - Lial Catholic, Whitehouse - Little Flower Elementary, Toledo - Mary Immaculate Elementary, Toledo - Norwalk Catholic, Norwalk - Our Lady of Consolation Elementary, Carey - Our Lady of Lourdes Elementary, Toledo - Our Lady of Perpetual Help, Toledo - Pope John Paul II Elementary, Toledo - Queen of Apostles Elementary, Toledo - Regina Coeli Elementary, Toledo - Rosary Cathedral Elementary, Toledo - Sacred Heart Elementary, Fremont - Sacred Heart Elementary, Shelby - Sacred Heart Elementary, Toledo - Saint Aloysius Elementary, Bowling Green - Saint Ann Elementary, Fremont - Saint Anthony of Padua Elementary, Columbus Grove - Saint Augustine Elementary, Napoleon - Saint Bernard Elementary, Nuevo Washington - Saint Boniface Elementary, Oak Harbor - Saint Catherine Elementary, Toledo - Saint Charles Borromeo Elementary, Toledo - Saint Charles Elementary, Lima - Saint Clement Elementary, Toledo - Saint Francis Xavier Elementary, Willard - Saint Gerard Elementary, Lima - Saint Jerome Elementary, Walbridge - Saint Joan of Arc Elementary, Toledo |  | - Saint John Elementary, Delphos - Saint John Elementary, Toledo - Saint John the Baptist Elementary, Payne - Saint John's Jesuit Academy, Toledo - Saint Joseph Elementary, Blaleslee - Saint Joseph Elementary, Crestline - Saint Joseph Elementary, Fremont - Saint Joseph Elementary, Galion - Saint Joseph Elementary, Maumee - Saint Joseph Elementary, Monroeville - Saint Joseph Elementary, Sylvania - Saint Joseph Elementary, Tiffin - Saint Louis Elementary, Custar - Saint Mary Elementary, Mansfield - Saint Mary Elementary, Clyde - Saint Mary Elementary, Edgerton - Saint Mary Elementary, Leipsic - Saint Mary Elementary, Millersville - Saint Mary Elementary, Shelby - Saint Mary Elementary, Tiffin - Saint Mary Elementary, Van Wert - Saint Mary Elementary, Vermilion - Saint Michael Elementary, Findlay - Saint Patrick Elementary, Bryan - Saint Patrick of Heatherdowns Elementary, Toledo - Saint Peter & Paul Elementary, Ottawa - Saint Peter Elementary, Huron - Saint Peter Elementary, Mansfield - Saint Peter Elementary, Upper Sandusky - Saint Pius X Elementary, Toledo - Saint Richard Elementary, Swanton - Saint Rose Elementary, Lima - Saint Rose Elementary, Perrysburg - Saint Thomas Aquinas Elementary, Toledo - Saint Wendelin Elementary, Fostoria - Sandusky Central Catholic, Sandusky - Sylvania Franciscan Academy, Sylvania |

### Escuelas secundarias
| - Calvert High School, Tiffin - Cardinal Stritch High School, Oregon - Central Catholic High School, Toledo - Lima Central Catholic High School, Lima - Notre Dame Academy, Toledo - Saint Francis de Sales High School, Toledo - Saint John's High School, Delphos |  | - Saint John's Jesuit High School, Toledo - Saint Joseph Central Catholic High School, Fremont - Saint Mary Central Catholic High School, Sandusky - Saint Paul High School, Norwalk - Saint Peter's High School, Mansfield - Saint Ursula Academy, Toledo - Saint Wendelin High School, Fostoria |

### Sacramentos
- 3181 niños bautizados
- 4364 Primeras Comuniones
- 4656 Confirmaciones
- 1481 Matrimonios

### Asistencia pública
- 6 hospitales católicos, (1 044 384 asistidas)
- 5 viviendas para las personas mayor de edad, (2063 personas asistidas)
- 11 centros especiales de servicios sociales, (16 869 personas asistidas)

## Episcopologio
- Joseph Schrembs † (11 de agosto de 1911-16 de junio de 1921 nombrado obispo de Cleveland)
- Samuel Alphonsius Stritch † (10 de agosto de 1921-26 de agosto de 1930 nombrado arzobispo de Milwaukee)
- Karl Joseph Alter † (17 de abril de 1931-14 de junio de 1950 nombrado arzobispo de Cincinnati)
- George John Rehring † (18 de julio de 1950-25 de febrero de 1967 renunció[4])
- John Anthony Donovan † (25 de febrero de 1967-29 de julio de 1980 renunció)
- James Robert Hoffman † (16 de diciembre de 1980-8 de febrero de 2003 falleció)
- Leonard Paul Blair (7 de octubre de 2003-29 de octubre de 2013 nombrado arzobispo de Hartford)
- Daniel Edward Thomas, desde el 26 de agosto de 2014